# Ochetorhynchus phoenicurus
Ochetorhynchus phoenicurus là một loài chim trong họ Furnariidae.